# Аніскін і Фантомас
«Аніскін і Фантомас» (рос. «Анискин и Фантомас») — радянський двосерійний художній телевізійний комедійний детективний фільм, знятий у 1973 році режисерами Михайлом Жаровим, Віталієм Івановим і Володимиром Рапопортом. Продовження кіноповісті про сільського дільничного міліціонера Аніскіна.

## Сюжет
Невідомі зловмисники в чорних масках-панчохах пограбували касира. Розслідування веде дільничний, старший лейтенант міліції Аніскін. Він вважає, що діти, після нескінченних переглядів фільмів про Фантомаса, просто грають у «Фантомасів». Але хто підбив дітей на цей злочин у селі, в сибірській глибинці, де всі одне одного знають? Це і належить з'ясувати Аніскіну. З'ясувалося, що на грабіж хлопців підмовив кіномеханік Голубков. Він вселив Петьці Опанасенко і його другу Вітьці Матушкіну, що на батька Петьки, Василя, який влаштував в райцентрі п'яний дебош, був складений протокол і йому загрожує арешт, — якого можна уникнути, якщо викрасти протокол, який повезуть в сплавконторському автомобілі. Хлопчаки повірили і, надівши чорні маски, викрали сумку, впевнені, що саме в ній знаходиться протокол. Але в сумці були тільки гроші, призначені для виплати авансу працівникам сплавконторської дільниці — 3700 рублів. Всі ці гроші організатор злочину забрав собі, а Петьці і Вітьці велів мовчати… Цікавий нетиповий хід Аніскіна, завдяки застосуванню якого вдалося розкрити злочин.

## У ролях
| Актор                | Роль                                        |
| -------------------- | ------------------------------------------- |
| Михайло Жаров        | сільський дільничний Федір Іванович Аніскін |
| Тетяна Пельтцер      | його дружина Глафіра Лук'янівна             |
| Лідія Смирнова       | продавчиня сільського магазину Євдокія      |
| Петро Шапаров        | Вітька Матушкін                             |
| Ігор Шмаков          | Петька Опанасенко                           |
| Олег Балакін         | батько Петьки Василь Опанасенко             |
| Роман Ткачук         | завідувач клубом Геннадій Миколайович       |
| Валентин Абрамов     | директор середньої школи Яків Власович      |
| Валерій Носик        | геолог і детектив-любитель Лютіков          |
| Олексій Сафонов      | кіномеханік Григорій Голубков               |
| Віктор Байков        | водій пограбованої машини Свиридов          |
| Євген Буренков       | бригадир геологів                           |
| Валентина Березуцька | Сузгіниха                                   |
| Валентина Ананьїна   | касирка Попова                              |
| Анна Жарова          | старша піонервожата Аня                     |
| Лариса Блінова       | Валентина Опанасенко                        |
| Борис Бєлов          | голова колгоспу Іван Іванович               |
| Вікторія Духіна      | мати Вітьки Матушкіна                       |
| Артур Ніщонкин       | капітан міліції Ігор Володимирович Катюшин  |
| Маргарита Фоміна     | Вєрка Коса                                  |
| Олексій Чернов       | прокурор                                    |
| В'ячеслав Подвиг     | батько Борьки                               |
| Клавдія Козльонкова  | Степанида Семенівна                         |
| Надія Самсонова      | Сільська пліткарка                          |
| Юрій Григор'єв       | піонервожатий                               |
| Павло Степанов       | хлопчик у кущах                             |
| Роман Мадянов        | Ромка                                       |
| Наталія Трисвєтова   | Елеонора                                    |
| Сергій Накапкін      | епізод                                      |
| Олексій Цвєтков      | епізод                                      |

## Знімальна група
- Автор сценарію:  Віль Ліпатов
- Режисери:  Михайло Жаров,  Віталій Іванов,  Володимир Рапопорт
- Оператори: Анатолій Буравчиков,  Володимир Рапопорт
- Художник:  Петро Пашкевич
- Композитори:  Ян Френкель,  Володимир Шаїнський